# Capsicum Red
Capsicum Red est un groupe de rock progressif italien, actif dans les années 1970.

## Histoire
Capsicum Red est formé en 1970, et éclipsé par la carrière de son guitariste, Red Canzian, qui a rejoint Pooh en tant que bassiste, s'adaptant ainsi à une carrière extrêmement fructueuse. Le nom Capsicum Red a été choisi par le producteur Pino Massara lorsqu'il a découvert Canzian, chanteur et guitariste du groupe I Prototipi, et l'a emmené sur son tout nouveau label Bla Bla en 1970,. En 1971, le groupe sort son premier single, Ocean, qui est un succès car le titre de l'album et le nom du groupe faisaient penser qu'ils ne sont pas Italiens, ; Ocean devient également la chanson thème de l'émission de télévision italienne ...e ti dirò chi sei, et est également publiée en Grèce et en France. 
Immédiatement après, un autre single, Tarzan, est enregistré, mais le type de musique des deux est encore loin des atmosphères progressives, qui arriveront plutôt après un changement de line-up en 1972 avec la sortie de l'album Appunti per un'idea fissa. La musique progressive avec de fortes influences symphoniques est entendue dans la suite de la face A, dont le titre, Patetica, rappelle Ludwig van Beethoven. Cette suite est précisément dérivée de la sonate pour piano homonyme du compositeur allemand.
En 1973, le groupe se sépare, sans avoir connu un grand succès. Canzian rejoint brièvement Osage Tribe, puis, comme déjà mentionné, Pooh. Paolo Steffan crée avec un autre musicien, Gianni Genova, le duo Genova e Steffan, dont les intentions country se dissolvent rapidement dans la pop mélodique, qui n'a pas beaucoup de succès, puis, en septembre 1980, il succède à Claudio Ramponi au sein du groupe Everest, qui se dsépare toutefois immédiatement après l'enregistrement du deuxième single Daisy/Volare piano. Il a collaboré avec Toto Cutugno, Iva Zanicchi, Adriano Celentano, Donatella Rettore, Franco Simone, et Loretta Goggi. En 1984, il commence à collaborer avec Pino Donaggio sur des bandes sonores pour le cinéma américain, tandis qu'en 1996, il entame sa collaboration avec Le Orme. Il est également l'auteur du logo de l'ourson. Le batteur Roberto Balocco avait déjà joué dans Panna Fredda, participant à l'enregistrement de l'album Uno.
Comme d'autres groupes de rock progressif des années 1970, Capsicum Red a été redécouvert par la suite : l'album a été réédité en CD en 1991 par Artis Records et en 1995 par Vinyl Magic (avec les titres des deux 45 tours en plus) ; Vinyl Magic l'a également réédité en vinyle en 2008.

## Membres
- Red Canzian - guitare, chant
- Valter Gasparini - basse (1971)
- Paolo Steffan - basse, chant, piano (1972)
- Mauro Bolzan - claviers, harmonica
- Paul Podda - batterie, banjo (1971)
- Roberto Balocco - batterie (1972)

## Discographie

### Albums studio
- 1972 : Appunti per un'idea fissa

### Singles
- 1971 : Ocean/She's a Stranger
- 1971 : Tarzan/Shangrj-La
- 1972 : In una sera/Un fiore

### Apparitions
- 1972 : Tarzan